# Marlon Jordan
Marlon Jordan (21 de agosto de 1970, Nueva Orleans, Luisiana) es un trompetista y compositor estadounidense de jazz, adscrito a la corriente denominada neo bop.

## Biografía
Es hijo del saxofonista Edward “Kidd” Jordan, y de la pianista clásica Edvidge Jordan, y hermano del flautista Kent Jordan. Marlon se graduó en el "New Orleans Center for the Creative Arts" donde también estudiaron músicos como Terence Blanchard, Branford, Wynton, Delfeayo y Jason Marsalis, y Harry Connick, Jr..  Sus primeras grabaciones como colaborador, fueron junto a su hermano Kent (1987) y a Dennis González (1988). 
A los 18 años grabó su álbum de debut, For You Only (1988), en el que Branford Marsalis colabora tocando el saxo tenor en varios cortes. Marlon realizó varias giras con su quinteto, con el que colaboraron Wynton Marsalis, Miles Davis y George Benson, en una serie de conciertos para el "JVC Jazz Festival". Tocó igualmente en un gran número de clubs de todo el país, incluyendo el Blue Note y el Ritz.
Marlon y su hermana, la cantante Stephanie Marlon, en otoño de 2005, realizaron una gira por Europa, como parte del "Higher Ground Relief", esponsorizado por el Departamento de Estado, y el Jazz at Lincoln Center, para agradecer al público europeo su apoyo a las víctimas del Huracán Katrina.

## Discografía
| Año  | Título                                           | Estilo  | sello discográfico | Billboard |
| ---- | ------------------------------------------------ | ------- | ------------------ | --------- |
| 1988 | For You Only                                     | Neo Bop | Columbia           | #7        |
| 1991 | Learson's Return                                 | Neo Bop | Columbia           | #9        |
| 1992 | The Undaunted                                    | Neo Bop | Columbia           |           |
| 1997 | Marlon's Mode                                    | Neo bop | Arabesque          |           |
| 2005 | You Don't Know What Love Is con Stephanie Jordan | Neo Bop | Louisiana Red Hot  |           |